# Pierre Willm
Pour les articles homonymes, voir Willm.
Ne doit pas être confondu avec Pierre Richard-Willm.
Pierre Henri Willm, né le 29 mars 1926 à Argenteuil et mort le 28 mars 2018 à Port-Marly,, est un ingénieur français.

## Biographie

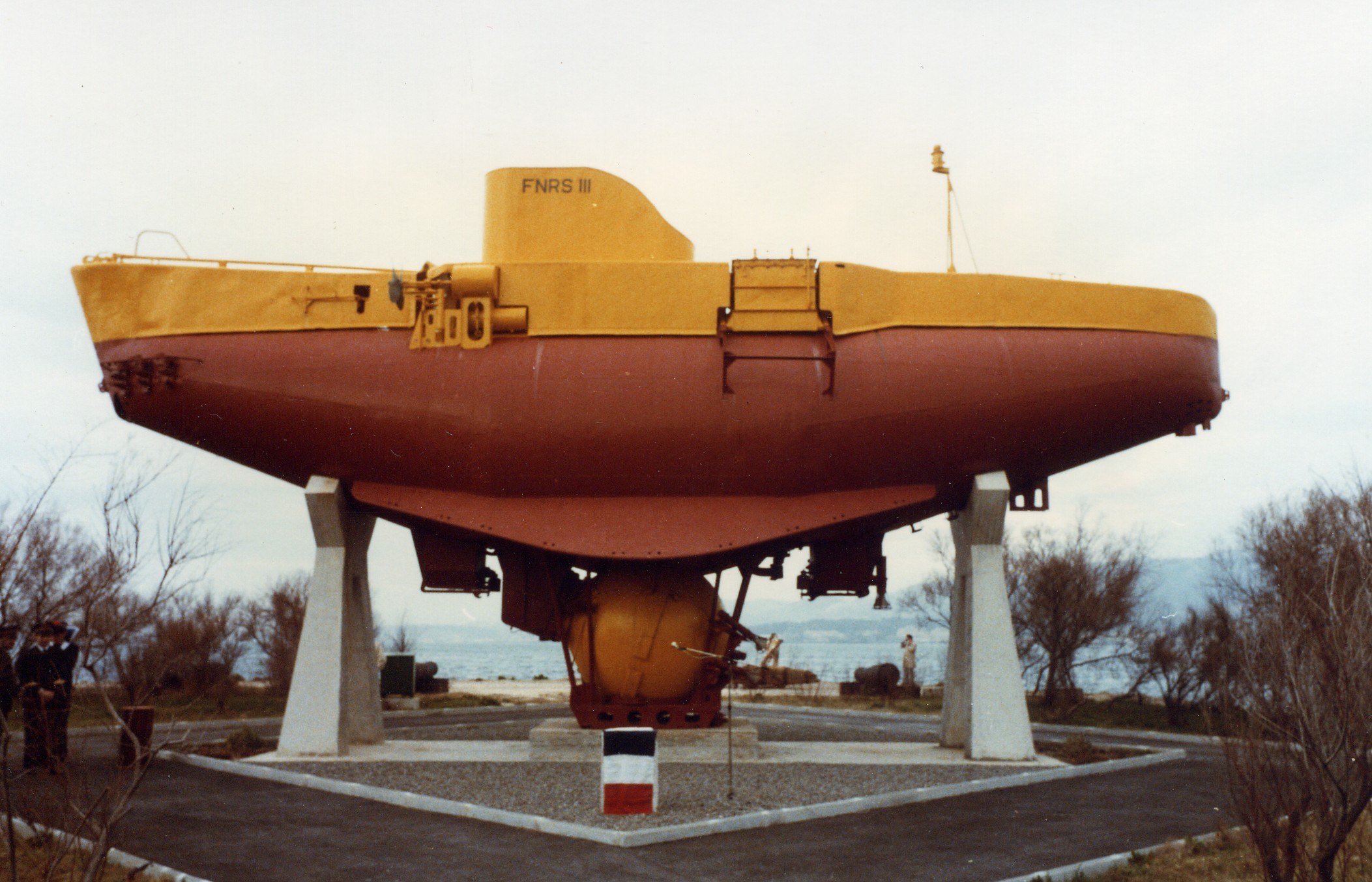
Le bathyscaphe FNRS 3 à Toulon

Fils de l'ingénieur Frédéric Willm et d'Évelyne Anstett, il étudie au Lycée Condorcet à Paris puis entre à l'École polytechnique dont il sort diplômé en génie maritime.
Ingénieur à la Direction des constructions et armes navales de Toulon, il construit avec Georges Houot le bathyscaphe FNRS-3 (1951-1955). Il détient avec Houot le record du monde de plongée sous-marine à bord d'un bathyscaphe en atteignant 4 050 m le 15 février 1954 au large de Dakar.
De 1955 à 1958, il est chargé des sous-marins au Service technique des constructions et armes navales à Paris.
Ingénieur en chef du génie maritime à l’arsenal de Toulon, il effectue des études sous-marines et construit le bathyscaphe Archimède (1958-1963). Le 15 juillet 1962, il établit un nouveau record en descendant à 9 200 m dans la fosse des Kouriles, au Japon, à bord du bathyscaphe Archimède.
De 1963 à 1987, il est envoyé en mission hors cadre à l'Institut français du pétrole comme Directeur du programme Marine puis Directeur scientifique.
Ingénieur général de l'armement (1974), il est admis en 1975 dans la 2e section (cadre de réserve).

## Récompenses et distinctions
- Membre de l'Académie de marine[8]
- Officier de la Légion d'honneur[9]
- Commandeur de l'ordre national du Mérite
- Chevalier de l' ordre de Léopold (Belgique)[9]
- Grande médaille d'or des explorations (avec Houot) (1954)
- Prix Plumey 1954 (55 000 francs de l'époque) pour « être descendus en bathyscaphe à une profondeur supérieure à 4 000 mètres, au péril de leur vie »[10].
- Grand prix de la technique de la Ville de Paris (1966)[11]